# Sciades couma
Sciades couma és una espècie de peix de la família dels àrids i de l'ordre dels siluriformes.

## Morfologia
- Els mascles poden assolir 97 cm de longitud total i 30 kg de pes.[6]
- El cap és arrodonit i aplanat a la part superior.[7]

## Alimentació
Menja principalment crustacis.

## Hàbitat
És un peix demersal i de clima tropical.

## Distribució geogràfica
Es troba a Sud-amèrica: des del Golf de Paria fins a la desembocadura del riu Amazones.

## Longevitat
Pot arribar a viure 5 anys.

## Ús comercial
Es comercialitza fresc i salat, ja que la seua delicada carn és força apreciada.